# Sebastián Martínez (Fußballspieler, 1977)
Sebastián Martínez (* 4. Dezember 1977 in Wien) ist ein ehemaliger österreichisch-uruguayischer Fußballspieler auf der Position eines Mittelfeldspielers.

## Kindheit
Martínez verbrachte seine frühe Kindheit in Österreich, da zu dieser Zeit sein uruguayischer Vater Alberto Martínez für den FK Austria Wien und für den Wiener Sport-Club Fußball spielte. Nachdem sein Vater seine Karriere als Fußballer beendet hatte, ging er mit seiner Familie nach Uruguay. Dort begann Sebastián mit dem Fußballspielen bei Nacional FC de Rocha und Punta del Este CCD.

## Karriere

### Verein
Der Stürmer begann seine Profikarriere als Mittelfeldspieler beim uruguayischen Zweitligisten Juventud, ehe ihm der Wechsel zum Club Nacional de Football, einem der beiden Spitzenvereine des Landes, gelang. Martínez kam jedoch nur selten zum Einsatz. Im Jahre 2000 kehrte er schließlich nach Österreich zurück, um beim Zweitligisten SV Wörgl Fuß zu fassen. Für die Tiroler absolvierte er insgesamt 79 Ligaspiele und erzielte dabei 35 Treffer. Martínez galt bald als einer der besten Techniker der Liga.
Im Sommer 2003 nahm er schließlich ein Angebot des Erstligisten SK Rapid Wien an. In Hütteldorf konnte er sich schnell an das Niveau der neuen Liga anpassen und wurde nach zwei Jahren, 2005, österreichischer Meister mit den Grün-Weißen. Er selbst trug acht Saisontreffer dazu bei. Nach einem für ihn persönlich unglücklichen Spieljahr 2005/2006 trennte sich Rapid Wien nach Ende der Saison vom Mittelfeldspieler, der daraufhin von der SV Ried unter seinem ehemaligen Trainer beim SV Wörgl, Helmut Kraft, für zwei Jahre mit einer Option auf ein weiteres Jahr verpflichtet wurde. Martínez integrierte sich erfolgreich in das Team und erzielte das Siegestor im letzten Spiel der Saison 2006/07, das die Vizemeisterschaft sicherte. Nachdem sein Vertrag bei Ried nicht verlängert worden war, wechselte Martínez zum FC Magna Wiener Neustadt. Nach eineinhalb Jahren kehrte er den Neustädtern den Rücken und wechselte in der Winterpause 2010 zum Zweitligisten First Vienna FC 1894.
Obwohl er bei der Vienna Stammspieler war, 36 Pflichtspiele absolvierte und sieben Tore erzielte, kündigte der Verein im Dezember 2010 an, nicht weiter mit Martínez zu planen. In der Winterpause wurde schließlich sein noch bis Sommer 2011 laufender Vertrag mit den seinerzeit von Alfred Tatar trainierten Wienern aufgelöst. Anfang März 2011 wurde vermeldet, dass Martínez seine Karriere nach der Vertragsauflösung zu beenden beabsichtigt.

### Nationalmannschaft
Sebastián Martínez absolvierte zwei Länderspiele für die österreichische Nationalmannschaft. Beide Spiele, gegen Zypern und Lettland, fanden im Februar 2005 im Rahmen eines Vierländerturniers auf Zypern statt. Zudem bestritt er in jenem Jahr zwei Partien für das österreichische Future-Team.

## Sportliche Erfolge
- 1 × Österreichischer Meister: 2005 (Rapid Wien)
- 1 × Österreichisches Pokalfinale: 2005 (Rapid Wien)